# Khawasa
Khawasa fou un estat tributari protegit de l'Índia, una thikana feudataria de Jhabua, governada per una família rajput rathor. Fou fundada el 1826 per Moti Singh, segon fill de Bhim Singh de Jhabua.

## Llista de maharajas
- Maharaj MOTI SINGH 1826-?
- Maharaj RAGHUNATH SINGH (adoptat)
- Maharaj HIMMAT SINGH (fill)
- Maharaj BAHADUR SINGH (nebot, fill del germà Kesar Singh)
- Maharaj VIKRAM SINGH